# Andrzej Seweryn

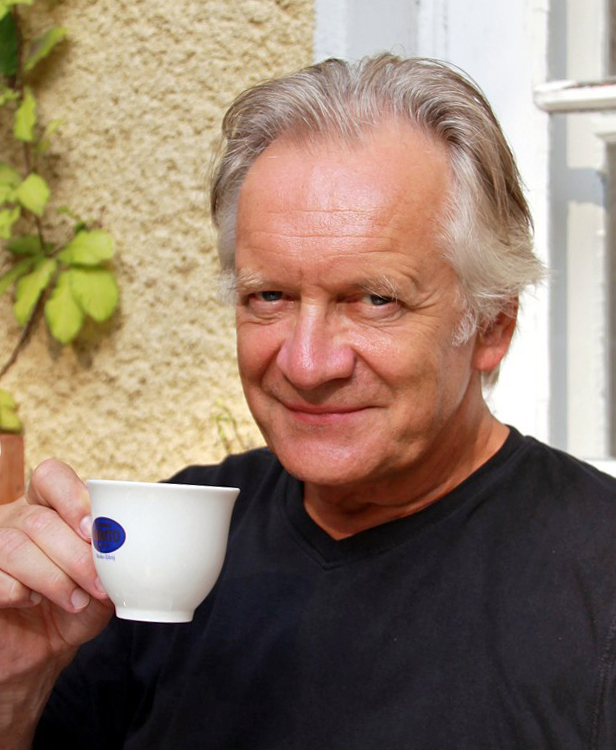
Andrzej Seweryn (2009)

Andrzej Teodor Seweryn (* 25. April 1946 in Heilbronn) ist ein polnischer Schauspieler.

## Leben
Andrzej Seweryns Eltern Zdzisław und Zofia Seweryn waren zur Zeit des Zweiten Weltkriegs nach Deutschland zur Zwangsarbeit verschleppt und kehrten nach der Geburt ihres Sohnes nach Polen zurück.
Er ist Vater von drei Kindern. Ende der 1970er Jahre ging Seweryn nach Frankreich und setzte sich auch dort als Schauspieler durch. 1979 spielte er neben John Gielgud in Andrzej Wajdas Film Der Dirigent und erhielt für seine Leistung in diesem Film den Silbernen Bären auf der Berlinale 1980.
Er spielt heute an der berühmten Comédie-Française in Paris und ist Schauspiellehrer an der École Nationale Supérieure des Arts et Techniques du Théâtre in Lyon. Seit den 1990er Jahren ist er auch wieder häufiger in polnischen Film- und Theaterproduktionen zu sehen, so spielte er in den Literaturverfilmungen Pan Tadeusz nach Adam Mickiewicz und Zemsta nach Aleksander Fredro wieder unter der Regie von Andrzej Wajda oder in Mit Feuer und Schwert nach Henryk Sienkiewicz unter der Regie von Jerzy Hoffman zentrale Rollen. Zu Beginn des neuen Jahrtausends war er im Gespräch, die Intendanz des renommierten Krakauer Theater Teatr Stary zu übernehmen, lehnte dies jedoch ab. 2006 gab Seweryn sein Debüt als Filmregisseur mit dem Film Kto nigdy nie żył … mit Michał Żebrowski in der Hauptrolle.
2016 gewann Seweryn für seine Leistung als exzentrischer Maler in Jan P. Matuszyńskis Familienporträt Die letzte Familie (Ostatnia rodzina) den Darstellerpreis des Internationalen Filmfestivals von Locarno.
Aus der Beziehung zur Schauspielerin Krystyna Janda ging die Tochter Maria Seweryn hervor, die ebenfalls Schauspielerin ist.

## Filmografie (Auswahl)

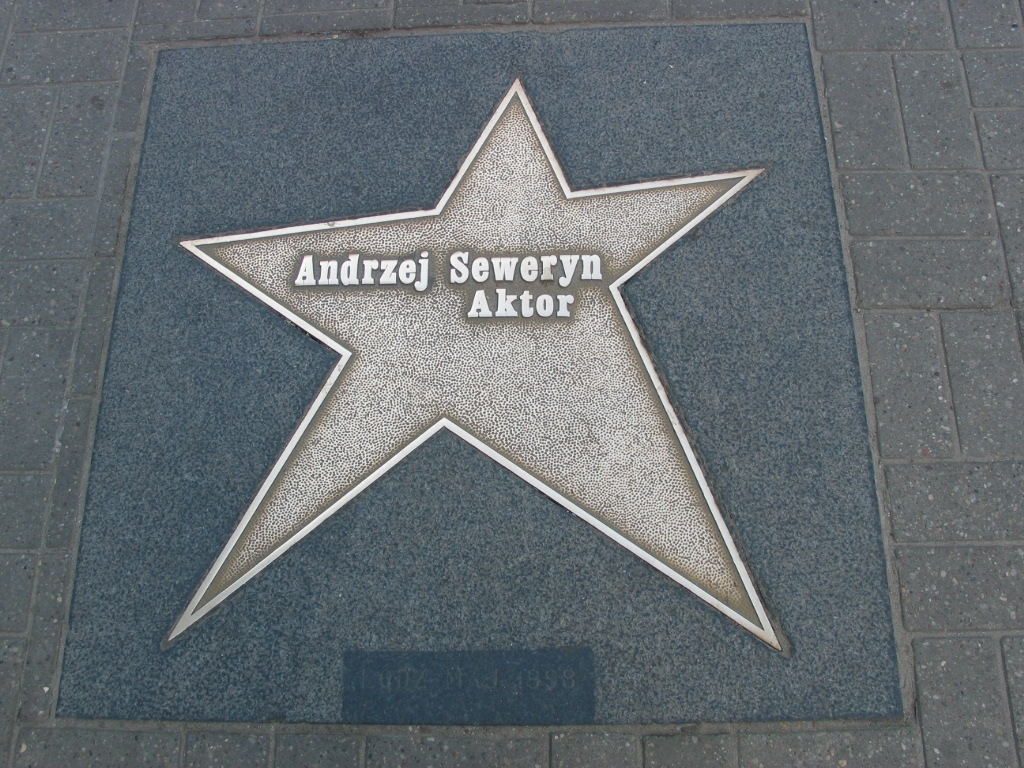
Seweryns Stern auf dem Walk of Fame in Łódź

### Polnische Filme
- 1975: Das gelobte Land (Ziemia obiecana)  – Regie: Andrzej Wajda
- 1975: Nächte und Tage (Noce i dnie)  – Regie: Jerzy Antczak
- 1976–1978 bzw. 1987/1988: Der Silberne Planet (Na srebrnym globie)  – Regie: Andrzej Żuławski
- 1977: Der Mann aus Marmor (Człowiek z marmuru)  – Regie: Andrzej Wajda
- 1978: Ohne Betäubung (Bez znieczulenia)  – Regie: Andrzej Wajda
- 1979: Der Dirigent (Dyrygent)  – Regie: Andrzej Wajda
- 1981: Der Mann aus Eisen (Człowiek z żelaza)  – Regie: Andrzej Wajda
- 1999: Mit Feuer und Schwert (Ogniem i mieczem)  – Regie: Jerzy Hoffman
- 1999: Pan Tadeusz – Regie: Andrzej Wajda
- 2000: Prymas – Regie: Teresa Kotlarczyk
- 2002: Zemsta – Regie: Andrzej Wajda
- 2010: Różyczka – Regie: Jan Kidawa-Błoński
- 2011: Der Tod im Kreis (Uwikłanie) – Regie: Jacek Bromski
- 2016: Die letzte Familie (The Last Family, Ostatnia rodzina) – Regie: Jan P. Matuszyński
- 2018–2021: Im Sumpf (Rojst, Fernsehserie)

### Internationale Produktionen
- 1983: Danton – Regie: Andrzej Wajda
- 1986: Die Frau meines Lebens (La femme de ma vie) – Regie: Régis Wargnier
- 1989: Die Französische Revolution (La Révolution française) – Regie: Robert Enrico, Richard. T. Heffron
- 1991: Die Verurteilung (La condanna) – Regie: Marco Bellocchio
- 1992: Indochine – Regie: Régis Wargnier
- 1993: Amok – Regie: Joël Farges
- 1993: Schindlers Liste (Schindler’s List) – Regie: Steven Spielberg
- 1995: Total Eclipse – Die Affäre von Rimbaud und Verlaine (Total Eclipse) – Regie: Agnieszka Holland
- 1997: Genealogien eines Verbrechens (Généalogies d’un crime) – Regie: Raúl Ruiz
- 1997: Lucie Aubrac – Regie: Claude Berri
- 2004: Im Spiegel des Bösen (À ton image) – Regie: Aruna Villiers
- 2007: Nightwatching – Regie: Peter Greenaway
- 2012: Ihr werdet euch noch wundern (Vous n’avez encore rien vu) – Regie: Alain Resnais
- 2020: Laila in Haifa – Regie: Amos Gitai
- 2022: Queen Sylwester kehrt zurück (Serie) – Regie: Łukasz Kośmicki
- 2023: Doppelgänger
- 2023: Irenas Geheimnis (Irena’s Vow / Przysięga Ireny)

## Theater
- 1972: Don Karlos von Friedrich Schiller am Theater Ateneum in Warschau – Regie: Maciej Prus
- 1972: Die Küche von Arnold Wesker am Theater Ateneum – Regie: Janusz Warmiński
- 1973: Amerika nach Franz Kafka am Theater Ateneum – Regie: Jerzy Grzegorzewski
- 1977: Die Möwe von Anton P. Tschechow am Theater Ateneum – Regie: Janusz Warmiński

## Auszeichnungen
- 1980: Darstellerpreis der Internationalen Filmfestspiele Berlin für Der Dirigent
- 2004: „Atlas Award“ beim polnischen Filmfestival Camerimage
- 2016: Darstellerpreis des Internationalen Filmfestivals von Locarno für Ostatnia rodzina